# Cyathea microdonta
Cyathea microdonta är en ormbunkeart som först beskrevs av Nicaise Augustin Desvaux, och fick sitt nu gällande namn av Karel Domin. Cyathea microdonta ingår i släktet Cyathea och familjen Cyatheaceae. Inga underarter finns listade.